# Distrito regional de la Capital
El distrito regional de la Capital o CRD (Capital Regional District en inglés) es un distrito administrativo del gobierno local que abarca el extremo sur de la isla de Vancouver y las islas del sur del golfo, en la provincia canadiense de Columbia Británica. El CRD es uno de varios distritos regionales en Columbia Británica y tenía una población oficial de 359 991 habitantes en 2011.
El CRD abarca los trece municipios del Gran Victoria y el área electoral de Juan de Fuca en la isla de Vancouver, el área electoral de Salt Spring y el área electoral de la Zona de las Islas del Sur del Golfo. Su sede está en la ciudad de Victoria, aunque hay muchas oficinas y centros operativos en toda la región. La superficie total es de 2341.11 kilómetros cuadrados (903.91 millas cuadradas).
El CRD se formó en 1966 como una federación de siete municipios y cinco áreas electorales para facilitar la coordinación de los asuntos regionales y los gobiernos locales en las zonas rurales de la región del Gran Victoria.

## División política

### Municipalidades
El distrito regional de la Capital está compuesto por las siguientes municipalidades:
- Central Saanich
- Colwood
- Esquimalt
- Highlands
- Langford
- Metchosin
- North Saanich
- Oak Bay
- Saanich
- Sidney
- Sooke
- Victoria
- View Royal

## Rol administrativo
Los oficiales del Concejo de Administración son funcionarios directamente elegidos o designados entre los concejos municipales electos de la región.

## Distrito de Salud Regional de la Capital
La responsabilidad principal del CRHD (Capital Regional Health District, en inglés) es brindar participación de financiación de establecimientos de salud y equipos de la región. El Sistema de Salud de la región es responsabilidad de la Autoridad Sanitaria de la Isla de Vancouver (Vancouver Island Health Authority, o VIHA). El CRHD comparte el mismo Concejo de Administración con el CRD.